# Liam Gallagher
William John Paul "Liam" Gallagher (sinh ngày 21 tháng 9 năm 1972) là một ca sĩ và nhà viết nhạc người Anh. Anh nổi tiếng là giọng ca chính của ban nhạc rock Oasis, và tiếp theo là ca sĩ của ban nhạc Beady Eye, sau đó giải thể cả hai ban nhạc trên để bắt đầu sự nghiệp đơn ca vào năm 2014. Hành vi thất thường, phong cách hát đặc biệt và thái độ khắc nghiệt của anh luôn là đề tài bình luận trên báo chí; anh vẫn là một trong những nhân vật dễ nhận diện nhất trong nền âm nhạc Anh hiện đại.
Mặc dù người anh trai Noel viết nhạc cho phần lớn bài hát của Oasis, Liam cũng viết nhạc cho hai đĩa đơn là "Songbird" và "I'm Outta Time", bên cạnh một số track trong album và mặt B. Sau khi Noel rời Oasis vào năm 2009 và thành lập ban nhạc riêng Noel Gallagher's High Flying Birds, Liam cùng các thành viên cũ của Oasis tiếp tục lập nhóm mới dưới cái tên Beady Eye, hoạt động cho đến khi giải thể vào năm 2014. Album đơn ca đầu tay của anh As You Were phát hành vào ngày 6 tháng 10 năm 2017 đã gặt hái thành công về mặt thương mại và phê bình, đứng đầu UK Albums Chart và được chứng nhận đĩa bạch kim. Gallagher từng được bình chọn là trưởng nhóm vĩ đại nhất mọi thời đại theo một cuộc thăm dò độc giả của tạp chí Q vào năm 2010.

## Đĩa nhạc

### Album
| Tiêu đề     | Chi tiết                                                                                       | Vị trí xếp hạng cao nhất | Vị trí xếp hạng cao nhất | Vị trí xếp hạng cao nhất | Vị trí xếp hạng cao nhất | Vị trí xếp hạng cao nhất | Vị trí xếp hạng cao nhất | Vị trí xếp hạng cao nhất | Vị trí xếp hạng cao nhất | Vị trí xếp hạng cao nhất | Vị trí xếp hạng cao nhất | Chứng nhận    |
| Tiêu đề     | Chi tiết                                                                                       | UK                       | AUS                      | BEL                      | CAN                      | FRA                      | IRE                      | ITA                      | NL                       | NZ                       | US                       | Chứng nhận    |
| ----------- | ---------------------------------------------------------------------------------------------- | ------------------------ | ------------------------ | ------------------------ | ------------------------ | ------------------------ | ------------------------ | ------------------------ | ------------------------ | ------------------------ | ------------------------ | ------------- |
| As You Were | - Phát hành: 6 tháng 10 năm 2017 - Hãng đĩa: Warner Bros. - Định dạng: Tải kĩ thuật số, CD, LP | 1                        | 9                        | 13                       | 28                       | 24                       | 1                        | 4                        | 15                       | 13                       | 30                       | BPI: Bạch kim |

### Đĩa đơn

#### Nghệ sĩ chính
| "Wall of Glass"                                                            | 2017 | 21  | 77 | 148 | 82 | 38 | 5  | - BPI: Bạc | As You Were |
| "Chinatown"                                                                | 2017 | 56  | —  | —   | —  | —  | 32 |            | As You Were |
| "For What It's Worth"                                                      | 2017 | 33  | 82 | 182 | 91 | 46 | 19 |            | As You Were |
| "Greedy Soul"                                                              | 2017 | 56  | —  | —   | —  | —  | 63 |            | As You Were |
| "Come Back to Me"                                                          | 2017 | 101 | —  | 54  | 86 | —  | 78 |            | As You Were |
| "—" đĩa đơn không được phát hành hoặc không được xếp hạng tại quốc gia đó. |      |     |    |     |    |    |    |            |             |

#### Nghệ sĩ tham gia
| "Carnation" (Liam Gallagher & Steve Cradock)                               | 1999 | 6  | —  | —  | Fire and Skill: The Songs of the Jam |
| "Scorpio Rising" (Death in Vegas & Liam Gallagher)                         | 2002 | 14 | 31 | 30 | Scorpio Rising                       |
| "—" đĩa đơn không được phát hành hoặc không được xếp hạng tại quốc gia đó. |      |    |    |    |                                      |

## Giải thưởng và đề cử
| Năm  | Giải thưởng             | Tác phẩm        | Hạng mục                                   | Kết quả   |
| ---- | ----------------------- | --------------- | ------------------------------------------ | --------- |
| 1996 | Giải NME                | Chính anh       | Most Desirable Person                      | Đoạt giải |
| 1997 | Giải NME                | Chính anh       | Worst Dressed Person                       | Đoạt giải |
| 1997 | Giải NME                | Chính anh       | Dickhead của năm                           | Đoạt giải |
| 1998 | Giải NME                | Chính anh       | Dickhead of the Year                       | Đoạt giải |
| 1999 | Giải NME                | Chính anh       | Dickhead của năm                           | Đoạt giải |
| 2001 | Giải NME                | Chính anh       | Anh hùng của năm                           | Đoạt giải |
| 2003 | Giải NME                | Chính anh       | Best Haircut                               | Đoạt giải |
| 2015 | Giải NME                | @liamgallagher  | Best Band Blog or Twitter                  | Đoạt giải |
| 2017 | Giải GQ Men of the Year | Chính anh       | Ngôi sao rock 'n' Roll của năm             | Đoạt giải |
| 2017 | Giải Q                  | "Wall of Glass" | Track hay nhất                             | Đề cử     |
| 2017 | Giải Q                  | Chính anh       | Best Live Act                              | Đoạt giải |
| 2017 | Giải Q                  | Chính anh       | Icon Award                                 | Đoạt giải |
| 2018 | Giải NMe                | Chính anh       | Godlike Genius Award                       | Đoạt giải |
| 2018 | Giải Brit               | Chính anh       | Nghệ sĩ nam đơn ca người Anh xuất sắc nhất | Đề cử     |